# École freudienne de Paris
La École freudienne de Paris ("Scuola freudiana di Parigi") - è una società psicoanalitica fondata da Jacques Lacan nel 1964. Si sciolse nel 1980. 

## Fondazione della Scuola freudiana di Parigi
Nel 1964, dopo che la Società francese di psicoanalisi fu sciolta, Jacques Lacan fondò l'École Freudienne di Parigi.